# Glomera kaniensis
Glomera kaniensis är en orkidéart som beskrevs av Rudolf Schlechter. Glomera kaniensis ingår i släktet Glomera och familjen orkidéer. Inga underarter finns listade i Catalogue of Life.